# La Barata (Matadepera)
La Barata és una casa pairal del municipi de Matadepera (Vallès Occidental) inclosa en l'Inventari del Patrimoni Arquitectònic de Catalunya.

## Descripció
La casa pairal de La Barata ha estat propietat de la família des del seu establiment. Situada en l'antic camí ral de Barcelona a Manresa, forma un conjunt d'edificacions juxtaposades que s'estenen sobre un planell. La part més antiga, l'Hostal, està situada vora la carretera i conserva els arcs més antics, de punt d'ametlla, obra del segle xii. Els cossos es van anar afegint segons les necessitats del terreny. A la part més alta hi ha la capella de Sant Roc. La teulada és a dues aigües amb teula àrab i els murs, arrebossats, donen un aspecte d'uniformitat al conjunt, fruit de la darrera restauració que es va fer pels danys ocasionats l'any 1936 per la Guerra Civil. La restauració va ser realitzada per l'arquitecte Jeroni Martorell en els anys 40.
Dues façanes encara conserven dos finestrals gòtics amb mainell. Cal destacar l'interior de la casa, que conserva mobiliari de diferents èpoques: la cambra del senyor bisbe d'estil isabelí, col·leccions d'armes, ceràmica catalana, de vidres, de rosaris, etc.
La capella es dedicà a sant Roc, patró de La Barata. Situada sobre un tossal, a 71 passes del portal anomenat "Major", va ser construïda pel mestre de cases Ramon Sorís i el seu fill Joan l'any 1622. S'hi accedeix per una llarga escalinata de pedra emmarcada per dues fileres de xiprers. La construcció té planta de creu llatina amb una sola nau i capçalera plana. La teula és amb vessant a dues aigües. L'exterior presenta un joc policrom donat per la decoració en estuc, un encoixinat figurant carreus amb dibuixos geomètrics contrastant el blanc i el negre. La façana principal ve centrada per una porta emmarcada per un dintell de pedra i dues pilastres esculpides als laterals. Seguint l'eix de simetria que centra la porta trobem un petit òcul fet en pedra sota el vèrtex de la teulada i sobre aquesta, un campanar d'espadanya.

## Història
Procedents del Regne de Nàpols i de l'antiga casa dels Comtes de Venosa, els Barata (Baratta) es van instal·lar a Manresa. L'any 1330 La Barata, segons l'escriptura d'establiment atorgada per fra Guillem, abat del monestir de Sant Llorenç del Munt. Francesc Barata i Muntanya va ser teòleg i escriptor del segle xvi, canonge de Barcelona i prior de l'Església de Montserrat a Roma. L'any 1821 Antoni Barata fou Ministre d'hisenda del segon govern del Trienni Liberal.